# Апотеоза рата
Апотеоза рата је слика руског ратног уметника Василија Верешчагина. Након што је завршио слику, Верешчагин је посветио своје дело „свим великим освајачима, прошлим, садашњим и будућим“. Слике је урађена техником уље на платну. Приказује гомилу лобања испред зидина града у централној Азији. Сматра се делом Верешчагинове туркестанске серије.
Слика је данас изложена у Третјаковској галерији у Москви.

## Историја

### Позадина
Апотеозу рата Верешчагин је насликао 1871. У то време, Верешчагин је боравио у Минхену, у Немачкој, где је насликао 13 уметничких дела (укључујући Апотеозу) која приказују његово раније путовање са царском руском војском док се кретала по целој Централној Азији, борећи се против различитих фракција и освајајући оно што ће постати руски Туркестан. Као класично образованог ратног уметника, његова многа дела су била фокусирана на сцене битки између руске војске и снага каната.

### Опис
Апотеоза приказује гомилу људских лобања постављених на неплодну земљу; последице битке или опсаде. Види се да је јато птица стрвинара привучено људским остацима; неке птице су већ слетеле, док друге лете или се смештају на оближњим дрвећем. Тло испод њих је жуто, земљано жуто прекривено травом, употпуњујући прљаву боју слоноваче делимично избељених лобања. Сенка коју баца хумка, заједно са многим црним отворима приказаним у вилицама очним дупљама лобања, додаје осећај дубине слици, што додатно акцентује размеру страдања.
Планински ланац служи као линија раздвајања слике, која одваја пространство степа од празнине неба, док се у крајњој десној страни слике види град Самарканд. Зидови града су видљиво пробијени, што се односи на опсаду Самарканда у лето 1868. у којој је руски гарнизон одбио напад Бухарида. Гомила лобања налик на пирамиде се односи на монголска освајања, јер је забележено да су Монголи градили пирамиде од лобања својих непријатеља. Документовано је да се то догодило у Ургенчу, Кијеву, Багдаду и у самом Самарканду 1220. На раму дела Верешчагин је написао да је слику посветио "свим великим освајачима, прошлим, садашњим и будућим".

### Пријем
Верешчагин је излагао своја уметничка дела у бројним градовима током 1870-их и 1880-их. Иако је његов традиционалнији рад био добро прихваћен, два његова рада из кампање изазвала су значајну контроверзу. Конкретно Апотеоза рата и Oстављени су сматрани дубоко антиратним и неки су сматрали да приказује руску војску у лошем светлу; што је довело до тога да је руска влада спречила да две слике буду приказане на изложбама у Русији. Уметник је доживео сличну реакцију када је излагао своје радове у Немачкој, посебно када је Апотеозу погледао немачки фелдмаршал Хелмут фон Молтке Старији. У догађају о којем се нашироко писало, слика је изазвала збуњеност и запрепаштену реакцију Молткеа, који је наредио да се немачким војницима забрани да виде слику.  Наредбу је одобрио министар војни Аустријског царства, који је издао сличну забрану.
Верешчагин није био забринут због забране излагања његових слика, али је био забринут због све већег броја оптужби у Русији да клевета руску војску. Као одговор, уметник је спалио три своје мање познате слике. Упркос контроверзи које су изазвали неки његови радови, Верешчагин је наставио да слика битке и њихове последице све до своје смрти та време руско-јапанског рата.